# オールブラックスXV
オールブラックスXV（All Blacks XV）は、ラグビーニュージーランド代表（オールブラックス）に次ぐ、ニュージーランドにおけるラグビーユニオンの国代表チームである。
「ニュージーランド・ジュニア」、「ニュージーランド・エマージング・プレーヤーズ」、「ニュージーランドXV」、「ニュージーランドA」、「ジュニア・オールブラックス」という名称でも活動してきた。行われる試合は、ニュージーランド側ではテストマッチ扱いとはならない。

## 歴史
U23チームである「ニュージーランド・ジュニア」が、1958年から1984年まで7回の国際試合を行った。
1958年3月には日本遠征を実施。ニュージーランドラグビー協会は日本での対戦において「オールブラックス」と称する許可を出し、日本側のみテストマッチ（キャップ対象試合）としていた（日本代表テストマッチNo.15, 16, 17）。U23チームであるニュージーランド・ジュニアチームを、日本では「オールブラックス」「オールブラックス・コルツ」「ニュージーランド・コルツ」などと称した。
1968年6月には日本代表がニュージーランド遠征を行い、U23ニュージーランド・ジュニアと対戦した（日本代表テストマッチNo.25）。
1974年5月、日本代表が2回目のニュージーランド遠征を行い、対戦（日本代表テストマッチNo.42）。
1984年、U23ニュージーランド・ジュニアは解散。
1985年から1986年まで、年齢制限のない「ニュージーランド・エマージング・プレイヤーズ」というチームとなり、ニュージーランドの地方チームとの国内遠征試合のみを行っていた。
1991年、ニュージーランドXVが ルーマニアおよびソ連と対戦。1992年にはイングランドBチームに2勝。
1998年、ニュージーランドAチームが、イングランド遠征チームと対戦
2005年、ニュージーランドAチームが、オーストラリアAと2試合対戦。
2006年、オールブラックスの第2代表チーム「ジュニア・オールブラックス」として再編成。2006年、2007年、2009年のパシフィックネーションズカップに参加し、いずれも優勝した。その後は活動休止となり、2019年に復活したが、2020年から新型コロナウイルス感染症の世界的流行のため、他国チームと対戦できなかった。
2022年、アイルランドAとバーバリアンズとの試合に向けて、「オールブラックスXV」として再編成された。

## Results
| 年月日         | 勝敗 | スコア | 相手                | 会場                                                           | 大会名など                                                                 | 備考   |
| -------------- | ---- | ------ | ------------------- | -------------------------------------------------------------- | -------------------------------------------------------------------------- | ------ |
| 1958年3月2日   | 勝   | 34-3   | 日本                | 平和台陸上競技場, 福岡市, 日本                                 | ニュージーランド・ジュニアによる日本遠征                                   | [ 3 ]  |
| 1958年3月9日   | 勝   | 23-6   | 日本                | 花園ラグビー場, 東大阪市, 日本                                 | ニュージーランド・ジュニアによる日本遠征                                   | [ 3 ]  |
| 1958年3月23日  | 勝   | 56-3   | 日本                | 秩父宮ラグビー場, 東京都港区, 日本                             | ニュージーランド・ジュニアによる日本遠征                                   | [ 3 ]  |
| 1968年6月3日   | 負   | 19–23  | 日本                | Athletic Park, ウェリントン, ニュージーランド                  |                                                                            | [ 6 ]  |
| 1974年5月19日  | 勝   | 55–31  | 日本                | イーデン・パーク, オークランド, ニュージーランド               | 1974年日本代表によるニュージーランド遠征                                   | [ 7 ]  |
| 1975年8月30日  | 分   | 10–10  | ルーマニア          | Athletic Park, ウェリントン, ニュージーランド                  | 1975年ルーマニア代表によるニュージーランド遠征                             |        |
| 1980年7月5日   | 勝   | 30–13  | イタリア            | イーデン・パーク, オークランド, ニュージーランド               | 1980年イタリア代表によるアメリカ合衆国・ニュージーランド・南太平洋諸国遠征 |        |
| 2005年6月26日  | 勝   | 23-19  | オーストラリアA代表 | キャンベラ・スタジアム, キャンベラ, オーストラリア             |                                                                            |        |
| 2005年7月1日   | 勝   | 34-31  | オーストラリアA代表 | シドニー・フットボール・スタジアム, シドニー, オーストラリア   |                                                                            |        |
| 2006年6月3日   | 勝   | 35-17  | フィジー            | ANZ Stadium, スバ, フィジー                                    | IRBパシフィック・ファイブ・ネーションズ2006                                | [ 12 ] |
| 2006年6月9日   | 勝   | 56–12  | サモア              | ノース・ハーバー・スタジアム, オークランド, ニュージーランド   | IRBパシフィック・ファイブ・ネーションズ2006                                | [ 12 ] |
| 2006年6月17日  | 勝   | 38–10  | トンガ              | Yarrow Stadium, ニュープリマス, ニュージーランド               | IRBパシフィック・ファイブ・ネーションズ2006                                | [ 12 ] |
| 2006年6月24日  | 勝   | 38–8   | 日本                | カリスブルック, ダニーデン, ニュージーランド                   | IRBパシフィック・ファイブ・ネーションズ2006                                | [ 12 ] |
| 2007年5月26日  | 勝   | 31-10  | サモア              | Apia Park, アピア, サモア                                      | IRBパシフィックネーションズカップ2007                                      | [ 13 ] |
| 2007年6月2日   | 勝   | 57-8   | フィジー            | ANZ Stadium, スバ, フィジー                                    | IRBパシフィックネーションズカップ2007                                      | [ 13 ] |
| 2007年6月9日   | 勝   | 39-13  | トンガ              | Teufaiva Sport Stadium, ヌクアロファ, トンガ                   | IRBパシフィックネーションズカップ2007                                      | [ 13 ] |
| 2007年6月16日  | 勝   | 50–0   | オーストラリアA代表 | カリスブルック, ダニーデン, ニュージーランド                   | IRBパシフィックネーションズカップ2007                                      | [ 13 ] |
| 2007年6月24日  | 勝   | 51-3   | 日本                | 秩父宮ラグビー場, 東京都港区, 日本                             | IRBパシフィックネーションズカップ2007                                      | [ 13 ] |
| 2009年6月12日  | 勝   | 17-16  | サモア              | Apia Park, アピア, サモア                                      | IRBパシフィックネーションズカップ2009                                      | [ 14 ] |
| 2009年6月18日  | 勝   | 45-17  | フィジー            | Churchill Park, ラウトカ, フィジー                             | IRBパシフィックネーションズカップ2009                                      | [ 14 ] |
| 2009年6月23日  | 勝   | 52-21  | 日本                | Churchill Park, ラウトカ, フィジー                             | IRBパシフィックネーションズカップ2009                                      | [ 14 ] |
| 2009年7月2日   | 勝   | 47-25  | トンガ              | National Stadium, スバ, フィジー                               | IRBパシフィックネーションズカップ2009                                      | [ 14 ] |
| 2022年11月4日  | 勝   | 47-19  | アイルランドA代表   | RDS Arena, ダブリン, アイルランド                              | 2022年北半球遠征                                                           | [ 15 ] |
| 2022年11月13日 | 負   | 31-35  | バーバリアンズ      | トッテナム・ホットスパー・スタジアム, トッテナム, イングランド | 2022年北半球遠征                                                           | [ 16 ] |
| 2023年7月8日   | 勝   | 38-6   | JAPAN XV            | 秩父宮ラグビー場, 東京都港区, 日本                             | ワールドカップ2023の前哨戦                                                 | [ 17 ] |
| 2023年7月15日  | 勝   | 41-27  | 日本                | えがお健康スタジアム, 熊本市, 日本                             | ワールドカップ2023の前哨戦                                                 | [ 18 ] |